# Kacza Szczerbina
Kacza Szczerbina – niewielka przełączka znajdująca się w Pustej Grani, odchodzącej na północ od Galerii Gankowej w słowackiej części Tatr Wysokich i oddzielająca górną część tej grani od Kaczego Dziobu. Ku południowemu wschodowi z Kaczej Szczerbiny do Rynny Szczepańskich w Dolinie Kaczej opada żlebek. Ku północnemu zachodowi do Doliny Ciężkiej ze szczerbiny opada skalisto-trawiasty żlebek z niewielkimi progami. Dochodzi on do płytowego zachodu w lewej części ściany Galerii Gankowej. Poniżej zachodu bardzo urwisty żlebek uchodzi na piargi zaraz po prawej stronie wylotu komina opadającego z Przełączki pod Kaczą Turnią.
Nazwę przełączce nadał Władysław Cywiński w 16 tomie przewodnika Tatry. Przewodnik szczegółowy. Ganek. Podaje, że podobnie jak inne utworzone przez siebie nazwy, konsultował ją z gronem najbliższych taterników. Nazwą nawiązał do Doliny Kaczej.

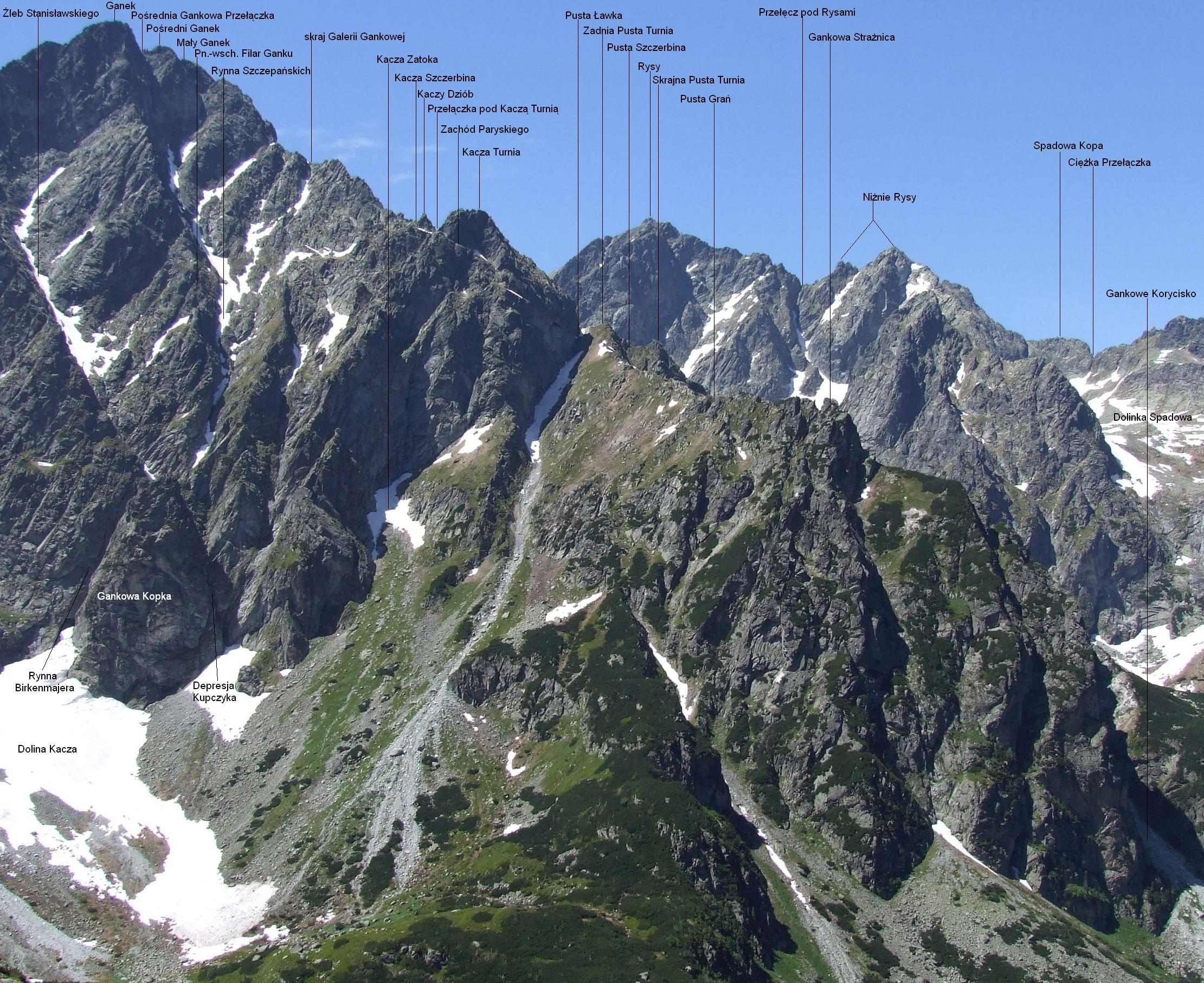
Widok z Doliny Litworowej

## Taternictwo
Pierwsze przejścieAlfred Grosz i Imre Teschler 31 sierpnia 1913 r. drogą nr 1.
Drogi wspinaczkowe
1. Ściśle północną granią; II, miejscami III w skali tatrzańskiej, czas przejścia 1 godz.,
2. Od północnego wschodu, z Pustej Ławki; I, miejsce II[1].